# 페리 (영화)
《페리》(영어: Ferry)는 2021년 공개한 벨기에, 네덜란드의 액션, 범죄, 스릴러 드라마 영화이다.

## 출연진

### 주연
- 프랭크 래머스 : 페리 부먼 역

### 조연
- 엘리스 사프 : 다니엘 반 마르켄 역
- 허브 스타펠 : 브링크 역
- 레이먼드 티리 : 존 트와트 역
- 모니크 헨드릭스 : 클라우디아 트와트 역